# 徳永こいのぼり
株式会社徳永こいのぼり（とくながこいのぼり）は、岡山県和気郡和気町に本社を置く日本のこいのぼり製造メーカー。
コンビニエンスストアなどで販売されるミニこいのぼりは95％のシェアを持つ。

## 沿革
- 1947年 - 日本画家・徳永春穂によって創業。
- 1961年 - 欧米各国へむけてこいのぼりの輸出を始める。
- 1974年 - 法人化をはかり（有限会社徳永）を設立。
- 1976年 - 韓国に協力工場を開設。
- 1984年 - 株式会社徳永こいのぼりに改組。
- 1987年 - 本社社屋を岡山県和気町の現在地に新築。展示場を併設。
- 1988年 - 中国に協力工場を開設。
- 1990年 - 上海に中合併企業（上海徳永装品有限公司）を設立。
- 1994年 - 本社社屋に隣接して、配送センターを増設。
- 2007年 - ISO9001を認証取得する。
- 2014年 - グリーンエネルギー太陽光発電設置(50kw)。徳永夕子が代表取締役社長に就任。